# Ebeco
Ebeco (pełna nazwa: Ebeco, Fabryka Rowerów, Gramofonów i Wyrobów Metalowych) – przedsiębiorstwo w Katowicach, z siedzibą przy ulicy 3 Maja 34 w dzielnicy Śródmieście. Specjalizuje się w obsłudze rynku nieruchomości, a powstało jako producent rowerów, gramofonów i innych urządzeń metalowych, szczególnie aktywne w latach międzywojennych. 

## Historia

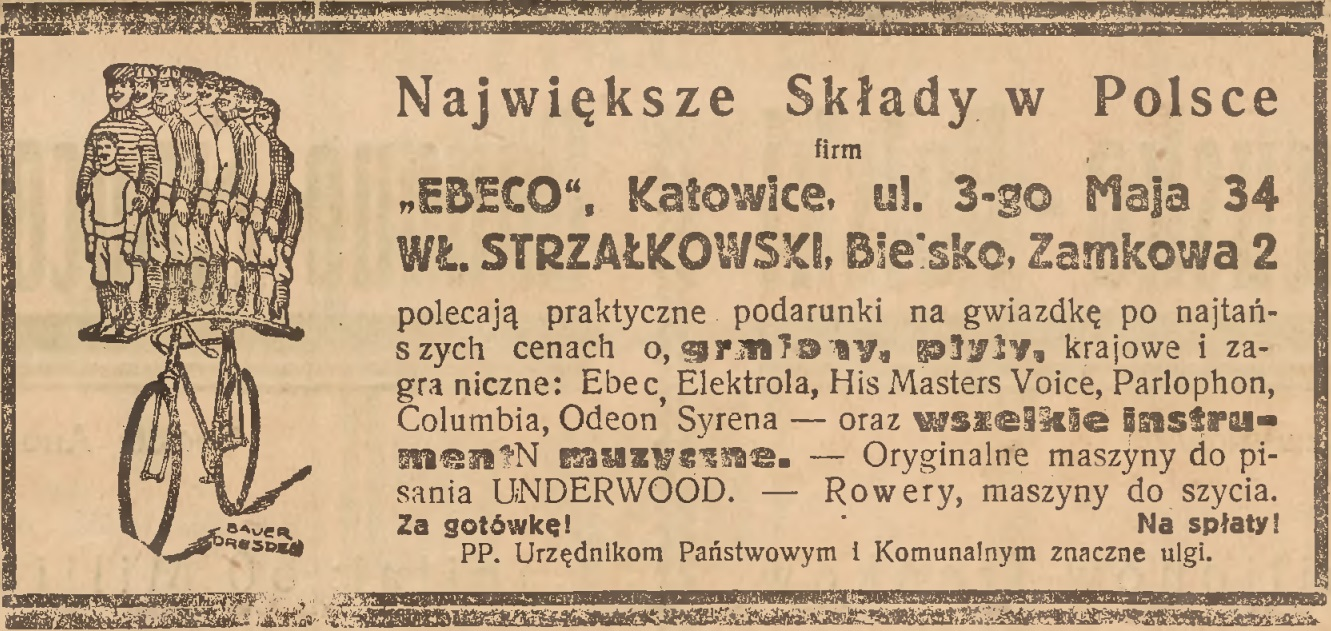
Reklama firmy Ebeco z 1928 roku

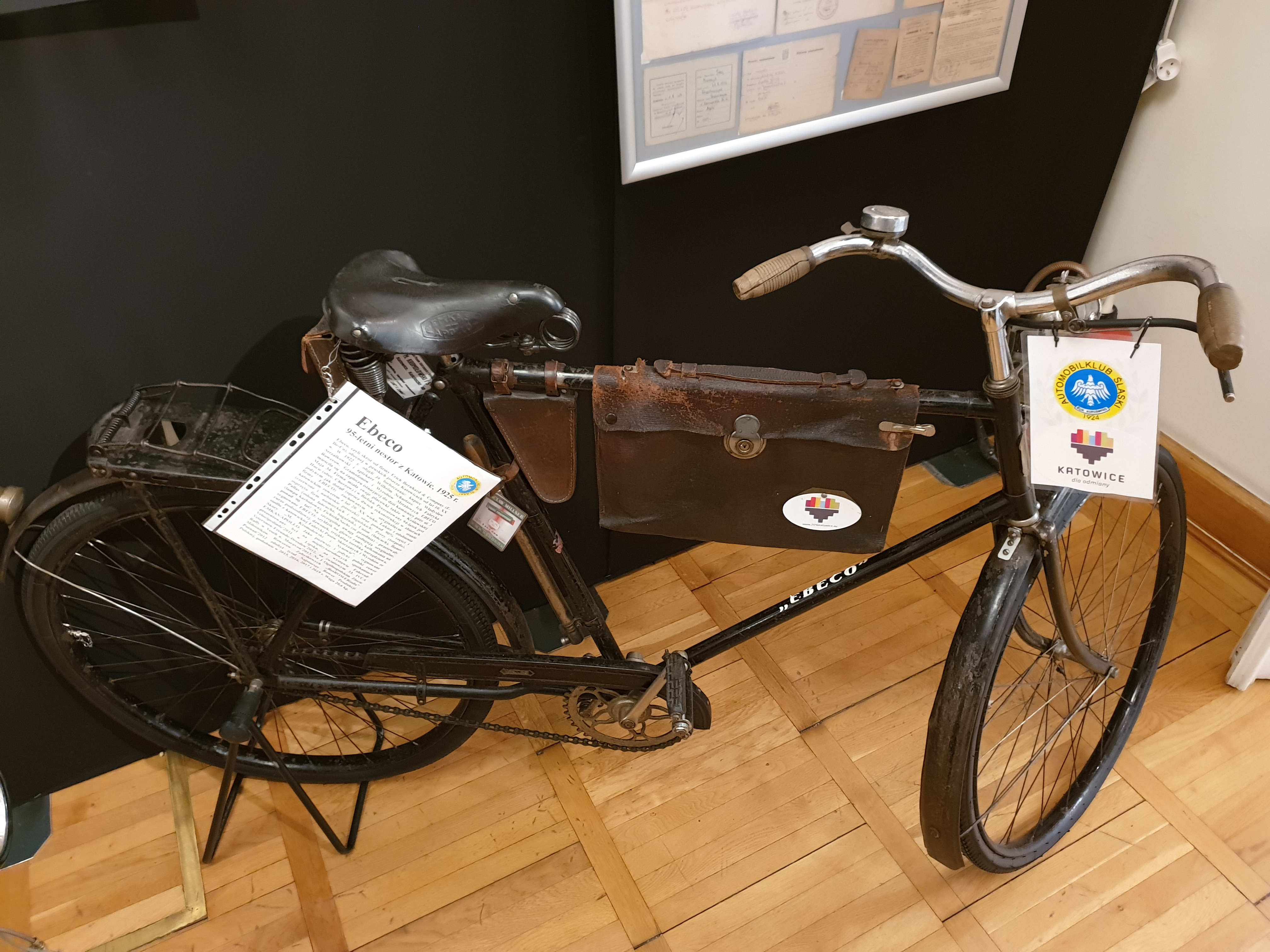
Odrestaurowany egzemplarz roweru Ebeco z 1925 roku

Ebeco to spółka z ograniczoną odpowiedzialnością, która przy ulicy 3 Maja 34 w Katowicach prowadzi biuro i kancelarię zarządzającą m.in. kamienicą, w której ma siedzibę, lecz jej historia ma związek zupełnie inną działalnością, prowadzoną przeważnie w okresie międzywojennym.
Początki firmy Ebeco związane są z warsztatami mechanicznymi Ericha Bernhardta, który pojawił się w Katowicach około 1908 roku. Powołał on firmę „Erich Bernhardt & Company”, która w 1915 roku oferowała naprawy m.in. rowerów, gramofonów, maszyn do szycia i instrumentów smyczkowych. W 1922 roku zakład przeszedł w polskie ręce – stał się własnością kupca Władysława Strzałkowskiego i aptekarza Wilhelma Schützera z Bielska. Założyli oni przedsiębiorstwo o nazwie „Ebeco Fabryka rowerów, gramofonów i wyrobów metalowych”, którego nazwa powstała jako skrócenie poprzedniej (E-Be-Co). Siedziba znajdowała się w kamienicy przy późniejszej ulicy 3 Maja 34 w Katowicach, którą firma zakupiła wraz z działką o powierzchni 1 530 m². Akt założycielski sporządził 5 października tego samego roku Konstanty Wolny, późniejszy marszałek Sejmu Śląskiego. 
W momencie założenia firma Ebeco zatrudniała około 20 pracowników. W kolejnych latach fabryka się rozwijała, wzrastała liczba pracowników (w 1924 roku wynosiła ona 100 osób), a także sprowadzano nowoczesne maszyny. W 1926 roku wyprodukowano tutaj pierwszą maszynę do szycia, a ponadto sprzedawano instrumenty muzyczne, jak gitary, mandoliny, cytry czy bałałajki. Ich rowery w tym czasie cieszyły się popularnością, a swoje sklepy Ebeco miał w Katowicach, Królewskiej Hucie (późniejszy Chorzów) i Bielsku (późniejsze Bielsko-Biała).
2 marca 1937 roku zmarł właściciel firmy Władysław Strzałkowski, a po śmierci właściciela spadkobiercą została jego rodzina. W 1949 roku właściciele zostali zmuszeni do likwidacji zakładu, lecz nie przeprowadzono jej do końca, przez co firma Ebeco istniała dalej w zawieszeniu.

## Działalność okołozakładowa

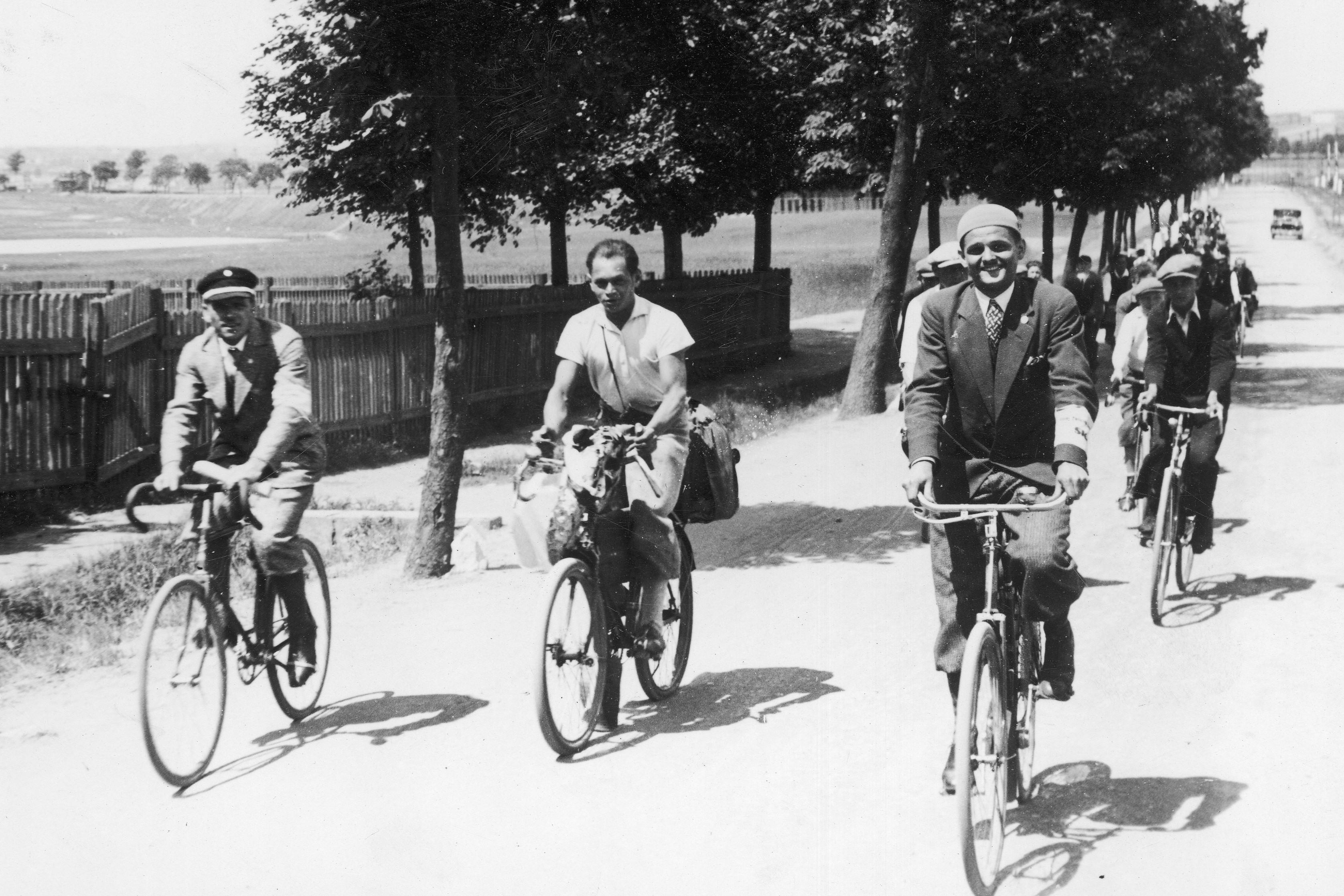
Maksymilian Bieler (pośrodku) na rowerze Ebeco w towarzystwie członków Klubu Śląskich Cyklistów w drodze do Katowic w 1932 roku

Przy fabryce Ebeco w latach 1925–1930 funkcjonował Klub Cyklistów „1925” Ebeco. Był to klub kolarski, który prowadził sekcje wyścigów szosowych i turystyki rowerowej. Siedziba klubu mieściła się w restauracji Zdrój Okocimski działającej w kamienicy przy ulicy Stawowej 10 w Katowicach, a w barwach tego klubu jeździli m.in. bracia Erwin i Ewald Ligoniowie. W samej natomiast siedzibie firmy Ebeco przy ulicy 3 Maja 34 swoją placówką miał także Śląski Związek Cyklistów.
Organizowany był wyścig kolarski o puchar Ebeco, który w latach międzywojennych był jedną z najważniejszych tego typu imprez w województwie śląskim. Jego puchar przechodni ufundował w 1931 roku właściciel firmy Ebeco Władysław Strzałkowski.
Na rowerze firmy Ebeco krakowski kolarz Maksymilian Bieler z Cracovii odbył rajd kolarski dookoła Europy. Został on uroczyście przywitany na przejściu granicznym w Bytomiu 12 czerwca 1932 roku, a swoją podróż zakończył przy siedzibie firmy Ebeco w Katowicach.
16 maja 2009 roku w Muzeum Historii Katowic po raz pierwszy został zaprezentowany odrestaurowany egzemplarz roweru Ebeco. Towarzyszyła mu prelekcja Antoniego Steuera pn. Na rowerze do Katowic. Na rowerze zachował się m.in. firmowy emblemat ze sceną przedstawiających dwóch kuźników z młotami na ramieniu, którzy podają sobie dłonie na tle stawu, a pod spodem znajdowały się napisy Ebeco, Katowice. Rower ten, wyprodukowany w 1925 roku, zdobywał wielokrotnie tytuł Najstarszego Roweru Polski na Ogólnopolskich Zlotach Miłośników Rowerów Zabytkowych „Retroweriada”. Ponadto dwie rekonstrukcje znajdują się w zbiorach firmy Ebeco, gdzie zgromadzono także inne pamiątki związane ściśle z przedsiębiorstwem, w tym gramofon czy maszynę do szycia.